# گالتسوفکا
گالتسوفکا (به لاتین: Galtsovka) یک منطقهٔ مسکونی در روسیه است که در سرزمین آلتای واقع شده‌است.